# Црква брвнара у Кућанима
Црква брвнара у Кућанима, месту у општини Нова Варош, подигнута је током прве половине 18. века и представља непокретно културно добро као споменик културе од великог значаја.

## Положај и историја
У селу Кућани, смештеном на јужним обронцима Златибора и доста удаљеном од свих већих саобраћајница, налази се црква посвећена Христовом Вазнесењу. Ова брвнара минијатурних размера (12м2) подигнута је највероватније у прошлом столећу, иако се често датује у 18. век због сачуваних царских двери, дела Симеона Лазовића. Изведене у позлаћеном дуборезу и са представама пророка и Благовести, њих је – према сачуваном натпису – сликар приложио „цркви Св. арханђела 1780“. Писани извори помињу две обнове кућанске цркве (1772. и 1832) и нема података о промени њеног патрона, па се не може поуздано тврдити да су Лазовићеве двери намењене храму у којем се данас налазе.

## Изглед
Постојећа грађевина је без темеља, начињена од борових талпи, кров је прекривен шиндром од којих је једна покретна око своје осовине тако да је у функцији отвора за проветравање. У северном делу олтарског простора је ниша која својом споља видљивом конструкцијом ствара погрешан утисак о петостраности апсиде. Истовремено са црквом настале су преграде које одвајају наос од олтара, односно припрате, као и црквено седиште („сто“) на чијој је једној страни сачувано неколико редова грубо токарених стубића. У југозападном углу наоса налази се камена посуда за освећену воду.
Заштитни радови вршени су 1953. и 1981. године.